# Medienrecht (Deutschland)
Das Medienrecht stellt im deutschen Recht eine Querschnittsmaterie dar, die den Rechtsrahmen für die Massenkommunikation festlegt. Der Gesetzgeber behandelt das Medienrecht nicht als eigenständiges, geschlossenes Rechtsgebiet; ein Mediengesetzbuch existiert in Deutschland nicht. Er hat jedoch zahlreiche Bestimmungen geschaffen, die einen besonderen Bezug zur Massenkommunikation aufweisen. Diese Regelungen finden sich in allen Kerngebieten des Rechts, dem öffentlichen Recht, dem Zivilrecht und dem Strafrecht. Die Anerkennung des Medienrechts als eigenständige Fachdisziplin ist daher das Produkt von Systematisierungsbestrebungen des juristischen Schrifttums. Auch wenn zwischen den einzelnen Autoren im Detail unterschiedliche Auffassungen über den Zuschnitt des Medienrechts bestehen, besteht im Wesentlichen Einigkeit darüber, dass Gegenstand des Medienrechts die Massenkommunikation ist. Die Eigenständigkeit des Medienrechts begründet das Schrifttum damit, dass die Massenkommunikation eine rechtliche Sonderstellung besitzt. Diese Sonderstellung wurzelt im Grundgesetz, dessen Art. 5 Abs. 1 GG die Kommunikation durch Gewährleistung der Meinungs-, der Informations-, der Presse-, der Rundfunk- und der Filmfreiheit in besonderer Weise schützt. Aus diesem spezifischen Schutz folgen zahlreiche einfachgesetzliche Sonderregeln, die auf die Eigenheiten der Massenkommunikation abgestimmt sind und die in Summe das Medienrecht bilden.

## Entstehungsgeschichte
Das Phänomen Massenkommunikation wurde ursprünglich durch mehrere weitgehend voneinander losgelöste Normkomplexe geregelt, die auf einzelne Medientypen abgestimmt waren: das Presse-, das Film- und das Rundfunkrecht. Als sich im 20. Jahrhundert aufgrund des technischen Fortschritts zahlreiche neue Kommunikationsmittel etablierten, setzte sich allmählich die Auffassung durch, dass es nicht mehr zweckmäßig war, das Recht anhand einzelner Kommunikationsmittel zu gliedern. Verstärkt wurde dieser Eindruck dadurch, dass die ursprünglich voneinander getrennten drei Kernbereiche Presse, Film und Rundfunk durch das Internet allmählich miteinander verflochten wurden. So gingen etwa zahlreiche Presseunternehmen dazu über, ihre Presseerzeugnisse auch online zu publizieren, wodurch sie sich der Ausübung von Rundfunk annäherten. Um diesen Veränderungen gerecht zu werden, löste sich die Rechtswelt schrittweise von einem nach Medientypen gegliederten Verständnis des Medienrechts und bemühte sich um eine abstraktere Erfassung dieses Gebiets als Recht der Massenkommunikation.

## Verfassungsrechtliche Grundlagen des Medienrechts

### Kommunikationsgrundrechte

#### Meinungsfreiheit
Wesentliche Grundlage für die Tätigkeit der Medien bilden die durch Art. 5 GG geschützten Kommunikationsgrundrechte. Das durch Art. 5 Absatz 1 GG gewährleistete Grundrecht der Meinungsfreiheit stellt eine Grundlage des demokratischen Gemeinwesens dar, was sich in seinem hohen Stellenwert in der Rechtsprechung widerspiegelt. Die Meinungsfreiheit schützt Äußerungen, die ein Werturteil enthalten. Abzugrenzen sind Meinungen von Tatsachenbehauptungen, die mangels eines Werturteils grundsätzlich nicht unter den Schutz der Meinungsfreiheit fallen. Sie werden allerdings durch dieses Grundrecht geschützt, soweit sie einer Meinungsäußerung zugrunde liegen oder die Meinungsbildung durch Dritte fördern. Nicht schutzfähig sind hingegen erwiesen oder bewusst unwahre Tatsachenbehauptungen, da diese keinen schützenswerten Beitrag zur öffentlichen Meinungsbildung bewirken können.
Die Meinungsfreiheit kann gemäß Art. 5 Absatz 2 GG durch allgemeine Gesetze beschränkt werden. Dies sind Normen, die sich nicht gegen bestimmte Meinungen richten und dem Schutz eines Rechtsguts dienen, das eine ähnliche Bedeutung wie die Meinungsfreiheit besitzt. Von Bedeutung für die Berichterstattung sind hierbei insbesondere die straf- und zivilrechtlichen Bestimmungen zum Schutz der persönlichen Ehre sowie der Jugendschutz.
Bei der Meinungsfreiheit handelt es sich wie bei den meisten anderen Grundrechten im Ausgangspunkt um Abwehrrechte des Bürgers gegen den Staat. Sie schützen ihn vor Eingriffen durch die hoheitliche Gewalt. Allerdings entfalten sie auch in Streitigkeiten zwischen Privatpersonen Geltung, indem sie insbesondere die Auslegung unbestimmter Rechtsbegriffe prägen. Diese als mittelbare Drittwirkung bezeichnete Wirkungsweise der Grundrechte führt dazu, dass auch Zivilgerichte im Rahmen äußerungsrechtlicher Prozesse zwischen Privatpersonen Inhalt und Bedeutung der Meinungsfreiheit berücksichtigen müssen.

#### Presse-, Rundfunk- und Filmfreiheit
Die Pressefreiheit gewährleistet die Unabhängigkeit der Presse von der öffentlichen Hand. Dieser Schutz erstreckt sich insbesondere auf das Herstellen und Verbreiten von Presseerzeugnissen. Anders als die Meinungsfreiheit bezieht sich das Grundrecht somit weniger auf den Inhalt einer Äußerung als vielmehr auf die Organisation der Pressetätigkeit. Auf der Pressefreiheit beruhen zahlreiche Privilegien der Presse, etwa die Auskunftsansprüche gegen Behörden, das Recht auf Kurzberichterstattung sowie strafprozessuale Sonderbestimmungen, beispielsweise Beschlagnahmeverbote und Zeugnisverweigerungsrechte.
Die Rundfunkfreiheit schützt die Tätigkeit des Rundfunks und gewährleistet das Bestehen einer pluralen Rundfunkordnung. Sie verpflichtet den Staat, die technischen Voraussetzungen für ein freies Rundfunkwesen zu schaffen. Ferner soll der Staat gewährleisten, dass die tatsächlich bestehende Meinungsvielfalt angemessen im Rundfunk repräsentiert wird.
Das Grundrecht der Filmfreiheit schützt Produktion und Verbreitung von Filmen. Da Filme als Kunstwerke regelmäßig der durch Art. 5 Absatz 3 GG geschützten Kunstfreiheit unterfallen, die einen weitergehenden Schutz als die Filmfreiheit gewährleistet, ist dieses Grundrecht von geringer praktischer Relevanz.
Presse-, Rundfunk- und Filmfreiheit unterliegen den gleichen Schranken wie die Meinungsfreiheit. Sie können somit durch allgemeine Gesetze eingeschränkt werden. Nach Art. 5 Absatz 1 Satz 3 GG ist darüber hinaus die Zensur verboten. Hierunter fallen Maßnahmen, die dazu verpflichten, ein Werk vor Veröffentlichung genehmigen zu lassen. Dies wird als Vorzensur bezeichnet.

#### Kunstfreiheit, Art. 5 Absatz 3 Satz 1 GG
Die durch Art. 5 Absatz 3 Satz 1 GG gewährleistete Kunstfreiheit schützt die Freiheit der Kunst. Unter Kunst versteht man Ausdrücke freier schöpferischer Gestaltung. Die Kunstfreiheit zeichnet sich gegenüber Meinungs- und Pressefreiheit dadurch aus, dass sie lediglich durch kollidierendes Verfassungsrecht eingeschränkt werden kann. Anders als bei den Rechten des Artikel 5 Absatz 1 GG kommt eine Beschränkung durch einfaches Gesetz somit nur in Betracht, wenn dieses einfache Gesetz dem Schutz eines Guts von Verfassungsrang dient, etwa dem allgemeinen Persönlichkeitsrecht. Die Kunstfreiheit bietet dem Künstler somit ein höheres Schutzniveau.
Im Rahmen der Berichterstattung sind die Kunstformen Roman, Satire und Karikatur von Bedeutung. Es liegt in deren Natur, dass sie Übertreibungen, Verfremdungen und Übersteigerungen enthalten. Daher werden diese Formen der Äußerung von der Rechtsprechung besonders großzügig behandelt. Sie unterscheidet bei der Beurteilung einer künstlerischen Aussage zwischen der in der Darstellung enthaltenen Kernaussage, die mithilfe der regulären Kriterien für Äußerungen beurteilt wird, und ihrer künstlerischen Einkleidung, die als unmittelbarer Ausdruck der Kunstfreiheit lediglich in Ausnahmefällen unzulässig ist. Dies nahm die Rechtsprechung beispielsweise in einem Fall an, in dem ein Politiker als kopulierendes Schwein dargestellt wurde.

### Allgemeines Persönlichkeitsrecht
Die Berichterstattung über einen Menschen tangiert dessen allgemeines Persönlichkeitsrecht. Dieses Recht leitet das Bundesverfassungsgericht aus Art. 2 Abs. 1 GG, Art. 1 Abs. 1 GG her. Dieses Recht schützt den Anspruch des Einzelnen auf Achtung seiner Persönlichkeit. Ausprägungen dieses Rechts sind beispielsweise die Selbstbestimmung über die Darstellung der eigenen Person in der Öffentlichkeit und der Schutz des höchstpersönlichen Lebensbereichs. Beide Positionen werden durch Berichterstattung beeinträchtigt, indem eine Person gegen ihren Willen in die Medienöffentlichkeit gezerrt wird oder indem ihr Ruf durch Art und Inhalt der Berichterstattung angegriffen wird.
Eingriffe in das allgemeine Persönlichkeitsrecht sind anders als etwa Verletzungen von Körper oder Eigentum nicht grundsätzlich rechtswidrig. Gemäß Art. 2 Absatz 1 GG kann das Persönlichkeitsrecht durch kollidierende Rechte Dritter eingeschränkt werden. Im Rahmen der Rechtmäßigkeit von Berichterstattung sind hierbei insbesondere die Kommunikationsgrundrechte des Art. 5 GG von Bedeutung. Um zu ermitteln, ob dem Ehrenschutz im konkreten Fall der Vorrang einzuräumen ist, sind die widerstreitenden Positionen anhand der Umstände des Einzelfalls gegeneinander abzuwägen. Hierzu wird zunächst ermittelt, welches Gewicht den einzelnen Positionen beizumessen ist.
Für die Zulässigkeit von Äußerungen streitet im Ausgangspunkt die hohe Bedeutung der Kommunikationsgrundrechte: Da die Allgemeinheit auf die Versorgung mit Informationen angewiesen ist, wird die Zulässigkeit der Äußerung vermutet, sofern sie sich auf einen Sachverhalt von allgemeinem Interesse bezieht, etwa auf Vorgänge aus der Politik. Dies gilt allerdings nicht für Schmähkritik, also Äußerungen, die allein der Herabwürdigung eines anderen dienen. Solche Äußerungen leisten keinen relevanten Beitrag zur öffentlichen Meinungsbildung, weswegen sie einen Eingriff in das allgemeine Persönlichkeitsrecht nicht rechtfertigen können. Gleiches gilt für Angriffe auf die Menschenwürde, die gemäß Art. 1 Absatz 1 GG unverletzlich ist. Sofern eine Äußerung also die Würde eines anderen verletzt, ist sie stets rechtswidrig. Abgrenzungsschwierigkeiten ergeben sich bei Äußerungen, die sich sowohl als Schmähkritik als auch als geschützte Meinungsäußerung deuten lassen. So lässt sich beispielsweise die Aussage, Soldaten seien Mörder, sowohl als Vorwurf schwerer Straftaten als auch als scharf formulierte Kritik am Soldatenberuf deuten. Um die Freiheit der Meinungsäußerung möglichst effektiv zu schützen, fordert das Bundesverfassungsgericht, dass bei solchen mehrdeutigen Äußerungen im Zweifel von der Deutungsvariante auszugehen ist, die größtmöglichen grundrechtlichen Schutz genießt.

## Zivilrechtlicher Ausgleich zwischen Kommunikationsfreiheit und Persönlichkeitsrecht

### Bildberichterstattung

#### Grundsätzliches Verbot, § 22 KUG
Die Zulässigkeitsvoraussetzungen der Bildberichterstattung sind im Kunsturheberrechtsgesetz (KUG) geregelt. Nach § 22 Absatz 1 Satz 1 KUG ist die Veröffentlichung oder Zurschaustellung von Bildnissen anderer Personen ohne deren Zustimmung in die konkrete Form der Nutzung grundsätzlich unzulässig. Dieses Verbot beruht darauf, dass sich Abbildungen von Personen in besonderer Weise dazu eignen, fremde Persönlichkeitsrechte zu verletzen. Als Bildnis gilt jede Darstellung, die eine andere Person erkennbar abbildet. Wird eine Person durch ein Double dargestellt, handelt es sich um eine nach § 22 KUG zustimmungspflichtige Verwendung eines fremden Bildnisses, wenn die Darstellung täuschend ähnlich wirkt.

#### Ausnahmen vom Verbot, § 23 Absatz 1 KUG
Von diesem Verbot enthält § 23 Absatz 1 KUG vier Ausnahmen. Die praktisch bedeutsamste ist § 23 Absatz 1 Nummer 1 KUG. Hiernach ist die Veröffentlichung oder Zurschaustellung zulässig, wenn das Bildnis aus dem Bereich der Zeitgeschichte stammt. Hierzu zählen Ereignisse oder Personen, die von allgemeinem öffentlichen Interesse sind. In Bezug auf Personen unterschied die Rechtsprechung hierbei lange Zeit zwischen absoluten und relativen Personen der Zeitgeschichte. Als absolute Personen der Zeitgeschichte galten Personen, an denen die Öffentlichkeit ein lang anhaltendes allgemeines Interesse hatte. Solche Personen durften stets nach § 23 Absatz 1 Nummer 1 KUG abgebildet werden, sofern sie sich in der Öffentlichkeit bewegten. Bei relativen Personen der Zeitgeschichte handelte es sich demgegenüber um Personen, die lediglich in Bezug zu einem bestimmten Ereignis von allgemeinem Interesse waren. Solche Personen durften lediglich im Zusammenhang mit diesem Ereignis nach § 23 Absatz 1 Nummer 1 KUG abgebildet werden.
Dieser Differenzierung trat der Europäische Gerichtshof für Menschenrechte (EGMR) mit Urteil vom 24. Juni 2006 entgegen, indem er der deutschen Rechtsprechung einen unzureichenden Persönlichkeitsschutz vorwarf: Das pauschale Zurücktreten des Persönlichkeitsrechts absoluter Personen der Zeitgeschichte sei unangemessen, da nicht jede Abbildung einem schutzwürdigen öffentlichen Interesse diene. Infolgedessen gab die deutsche Rechtsprechung ihre frühere Schematisierung auf und nimmt seitdem für jede Abbildung eine Abwägung zwischen dem Persönlichkeitsrecht des Betroffenen und dem öffentlichen Informationsinteresse an der Darstellung in der konkreten Situation vor.
Wird eine Person gemäß § 23 Absatz 1 Nummer 1 KUG in zulässiger Weise abgebildet, erstreckt sich dies auch auf mitabgebildete Begleiter, wenn an dem Umstand, dass sie im Zusammenhang mit dem zeitgeschichtlichen Ereignis stehen, ein öffentliches Interesse besteht. Ein solches besteht beispielsweise an der Erkrankung eines Politikers. Am Urlaub einer prominenten Persönlichkeit besteht demgegenüber im Regelfall kein berechtigtes Interesse.

#### Rückausnahme, § 23 Absatz 2 KUG
Von der ausnahmsweisen Rechtfertigung nach § 23 Absatz 1 KUG macht § 23 Absatz 2 KUG wiederum eine Ausnahme. Gemäß dieser Rückausnahme ist eine nach § 23 Absatz 1 KUG gerechtfertigte Bildberichterstattung unzulässig, wenn sie ein berechtigtes Interesse des Abgebildeten verletzt. Ein solches Interesse besteht beispielsweise, wenn die abgebildete Person an einem Ort abgebildet wurde, der ihr als privater Rückzugsort dient. Ebenfalls kann der Schutz mitabgebildeter Kinder ein berechtigtes Interesse darstellen, das der Veröffentlichung entgegensteht. Auch die Zweckentfremdung rechtmäßiger Aufnahmen als Blickfang für eine Wortberichterstattung, die nicht das Bild zum Gegenstand hat, kann nach § 23 Absatz 2 KUG unzulässig sein. Schließlich kann eine Veröffentlichung, die keinen informativen, sondern ausschließlich kommerziellen Zwecken dient, an § 23 Absatz 2 KUG scheitern, da die Entscheidung über die wirtschaftliche Verwertung des eigenen Abbilds allein dem Abgebildeten obliegt. Regelmäßig trifft dies zu, wenn die Werbung den Eindruck erweckt, der Abgebildete identifiziere sich mit dem Produkt. Meist zulässig ist demgegenüber die Nutzung eines fremden Bildnisses, die sowohl werbende als auch satirische Zwecke verfolgt.

#### Weitere Bestimmungen
Eine weitere Ausnahme vom Verbot des § 22 Satz 1 KUG enthält § 24 KUG. Hiernach können Behörden Bildnisse ohne Einwilligung des Abgebildeten veröffentlichen, verbreiten oder öffentlich zur Schau stellen, wenn dies für Zwecke der Rechtspflege und der öffentlichen Sicherheit erforderlich ist.
Eine Sonderbestimmung zur Berichterstattung enthält das Gerichtsverfassungsgesetz (GVG): Nach dessen § 169 Satz 2 ist das Anfertigen von Ton-, Fernseh- und Filmaufnahmen im Rahmen der Gerichtsverhandlung unzulässig. Dieses Verbot soll gewährleisten, dass die Verhandlung nicht gestört und die Beteiligten nicht gegen ihren Willen einem großen Publikum ausgesetzt werden. Ergänzt wird dieses Verbot durch § 176 GVG, der dem vorsitzenden Richter die sitzungspolizeiliche Gewalt zuweist und ihm hiermit das Recht gibt, über die Tätigkeiten von Medienvertretern im Zusammenhang zur Sitzung zu entscheiden. Über § 176 GVG kann das Anfertigen von Aufnahmen vor oder nach der Hauptversammlung oder während Verhandlungsunterbrechungen verboten werden. Ein solches Verbot setzt voraus, dass sich die Medientätigkeit störend auf die Verhandlung auswirkt. Hierbei handelt es sich um eine Ermessensentscheidung des Gerichts. Will ein Richter daher das Anfertigen von Aufnahmen im Umfeld der Verhandlung verbieten, muss er im Rahmen pflichtgemäßer Ermessensausübung die Beeinträchtigung der Verhandlung und das Persönlichkeitsrecht des Betroffenen mit den Grundrechten der Presse abwägen. Das Bundesverfassungsgericht nimmt diesbezüglich an, dass der Presse im Regelfall die Berichterstattung zumindest während eines Abschnitts am Rande der Hauptverhandlung ermöglicht sein muss. So bewertete es beispielsweise als unverhältnismäßig und damit unzulässig, dass das Gericht im Strafprozess gegen Erich Honecker das Anfertigen von Filmaufnahmen vollständig untersagte.

### Wortberichterstattung
Anders als bei der Bildberichterstattung sind die Zulässigkeitsvoraussetzungen der Wortberichterstattung gesetzlich nicht explizit geregelt. Eine äußerste Schranke der Zulässigkeit normieren die strafrechtlichen Ehrdelikte sowie der Tatbestand der Kreditgefährdung nach § 824 des Bürgerlichen Gesetzbuchs. Daher richtet sich ihre Rechtmäßigkeit in stärkerem Umfang nach den Vorgaben der Rechtsprechung, in deren Mittelpunkt die Abwägung zwischen den Rechtsgütern des Betroffenen und des Berichtenden steht.

#### Abwägung der betroffenen Rechtsgüter
Ausgangspunkt der Güterabwägung ist die Feststellung, wie schwer die Beeinträchtigung des Persönlichkeitsrechts des von einer Berichterstattung Betroffenen wiegt. Um die Beurteilung solcher Eingriffe zu systematisieren, entwickelte die Rechtswissenschaft Abstufungen des Persönlichkeitsrechts, die in unterschiedlichem Umfang schutzwürdig sind: Sie unterscheidet zwischen Sozial-, Privat- und Intimsphäre. Erstgenannte erfasst den Lebensbereich, der sich in der Öffentlichkeit abspielt. Die Privatsphäre erfasst demgegenüber den privaten Lebensbereich, der von der Außenwelt abgeschirmt ist. Zur Intimsphäre zählt schließlich der höchstpersönliche Lebensbereich. Die Zuordnung eines Eingriffs zu einer dieser Sphären dient dazu, die Voraussetzungen an die Rechtmäßigkeit des Eingriffs zu ermitteln. So kann ein Eingriff in die Sozialsphäre in der Regel durch ein berechtigtes Interesse gerechtfertigt werden. Strengere Voraussetzungen gelten bei Eingriffen in die Privatsphäre. Eine Beeinträchtigung der Intimsphäre ist schließlich nicht rechtfertigungsfähig, da diese einen engen Bezug zur nach Art. 1 Absatz 1 GG unverletzlichen Menschenwürde aufweist.
Welchen Schutz das allgemeine Persönlichkeitsrecht genießt, richtet sich neben der betroffenen Persönlichkeitssphäre stark nach dem jeweiligen Einzelfall. Einem erhöhten Schutz sind beispielsweise Kinder unterstellt, da deren Persönlichkeitsentfaltung durch eine Berichterstattung besonders empfindlich beeinträchtigt werden kann. Wer sich durch sein Verhalten oder eigene Äußerungen in das Blickfeld der Öffentlichkeit begibt, muss hingegen eher eine kritische Berichterstattung der Medien über sein Auftreten akzeptieren als eine Person, die öffentlich bislang nicht in Erscheinung getreten ist. Dies gilt insbesondere für politische Auseinandersetzungen, in denen selbst scharfe oder überspitzte Äußerungen noch zulässig sein können, die in einem anderen Umfeld die Grenze zur Schmähkritik bereits überschreiten würden. Während die Rechtsprechung vor diesem Hintergrund anfänglich Personen des öffentlichen Lebens einen vergleichsweise geringen Schutz ihrer Sozial- und Privatsphäre zubilligte, weitete sie diesen Schutz nach dem Urteil des EGMR vom 24. Juni 2006 aus. Bei Personen des öffentlichen Lebens ist demnach zu untersuchen, ob die Berichterstattung einem berechtigten Informationsinteresse dient. Dies trifft regelmäßig zu, wenn sich die Berichterstattung auf einen Sachverhalt bezieht, der im öffentlichen Interesse liegt.
Ein öffentliches Interesse besteht typischerweise an Vorgängen, die die Gesellschaft betreffen, etwa Politik und Wirtschaft. Auch an schweren Straftaten besteht oft ein berechtigtes Informationsinteresse. Beschränkt wird die Zulässigkeit der Berichterstattung über Straftaten allerdings durch das Prinzip der Resozialisierung, das eine Ausprägung des allgemeinen Persönlichkeitsrechts darstellt: Einem Straftäter soll es möglich sein, nach Verbüßung seiner Strafe wieder am gesellschaftlichen Leben teilzuhaben. Dies ist nur dann möglich, wenn er nicht fürchten muss, durch die Medien mit seiner früheren Tat konfrontiert zu werden. Aus diesem Grund dürfen diese über vergangene Straftaten nur berichten, wenn an diesen ein hinreichendes Interesse der Öffentlichkeit besteht. Für die Beurteilung dieses Interesses ist neben der Schwere die Aktualität der Tat von Bedeutung. Sofern eine Altmeldung über eine Straftat in einem Online-Archiv bereitgestellt wird, betrachtet die Rechtsprechung dies als grundsätzlich zulässig, da einer erkennbar alte Meldung eine geringere Breitenwirkung besitzt als eine aktuelle. Daher überwiegt das Interesse der Presse an der langfristigen Archivierung ihrer Meldungen das Persönlichkeitsrecht des Betroffenen.

#### Sonderfall Verdachtsberichterstattung

##### Zweck
Sofern über einen Sachverhalt berichtet wird, dessen Wahrheit nicht erwiesen ist, handelt es sich um eine Verdachtsberichterstattung. Von Bedeutung ist dies beispielsweise bei der Berichterstattung über Ermittlungsverfahren. Im Ausgangspunkt trägt derjenige, der über einen Sachverhalt berichtet, das Risiko, dass die Berichterstattung nicht der Wahrheit entspricht. Kann er deren Wahrheit in einem Rechtsstreit mit demjenigen, über den berichtet wird, nicht beweisen, läuft er Gefahr, zur Unterlassung der Berichterstattung sowie zum Schadensersatz verpflichtet zu werden. […] Es besteht die Gefahr, dass es zu einer erheblichen Rufschädigung kommt, weil der Betroffene in der Öffentlichkeit bereits […] als Täter angesehen wird.
Allerdings besitzt die Presse die Funktion, den öffentlichen Prozess der Meinungsbildung durch Berichterstattung anzuregen und zu fördern. Um diesen öffentlichen Auftrag zu erfüllen, muss die Presse auch bei zweifelhafter Tatsachengrundlage die Möglichkeit besitzen, über einen Sachverhalt zu berichten. Dieser Konflikt zwischen dem Persönlichkeitsrecht des Betroffenen und der Funktion der Presse wird durch die von der Rechtsprechung entwickelten Grundsätze der Verdachtsberichterstattung aufgelöst. Diese Grundsätze regeln die Voraussetzungen, unter denen über Tatsachen, deren Wahrheitsgehalt im Zeitpunkt der Berichterstattung ungewiss ist, wegen der Wahrnehmung berechtigter Interessen analog § 193 StGB berichtet werden darf. Diese Prinzipien entstanden aus einer Abwägung zwischen der Funktion der Presse in der Öffentlichkeit und der Beeinträchtigung der Lebensgestaltung des Betroffenen, die durch die Verdachtsberichterstattung droht.
Die Rechtsprechung wandte die Verdachtsberichtserstattung zunächst nicht nur auf Verdachtsfälle und Ermittlungsverfahren, sondern auch auf Berichte aus laufenden Strafverfahren an. Im Mai 2022 stellte der Bundesgerichtshof klar, dass die Berichterstattung aus öffentlichen gerichtlichen Strafverfahren (hier: Pressebericht über die Hauptverhandlung im Strafverfahren) Berichte über öffentliche Ereignisse seien, solange sie sich auf die Wiedergabe der dort verhandelten Tatsachen und Umstände konzentriert. Rückfragen bei Verfahrensbeteiligten mit der Möglichkeit der Stellungnahme seien daher dann nicht mehr erforderlich.

##### Voraussetzungen einer rechtmäßigen Verdachtsberichterstattung
Das rechtmäßige Berichten über einen Verdacht setzt voraus, dass am Gegenstand des Verdachts ein berechtigtes öffentliches Interesse besteht. Ein solches besteht in der Regel bei gegenwärtigen Sachverhalten, die die Öffentlichkeit berühren, etwa Missstände in der Politik oder in anderen Bereichen von gesellschaftlicher Bedeutung. Allenfalls in Ausnahmefällen besteht das öffentliche Interesse hingegen in Fällen, die der Privat- oder Intimsphäre des Betroffenen zuzuordnen sind. Das Interesse gibt die Grenze vor, innerhalb derer berichtet werden darf: Nur soweit es reicht, darf die Presse Informationen zum Sachverhalt preisgeben. Eine Namensnennung ist daher beispielsweise grundsätzlich nur zulässig, wenn das Interesse der Öffentlichkeit sich nicht auf den Sachverhalt, sondern auch auf die beteiligte Person erstreckt.
Ferner müssen die Medien einen Mindestbestand an Beweistatsachen ermitteln, die den Verdacht tragen können. Die Presse trifft demnach die Pflicht, vor der Berichterstattung gemäß der journalistischen Sorgfaltspflicht zu recherchieren. Unzulässig ist eine Verdachtsberichterstattung beispielsweise, wenn sie lediglich auf Grundlage eines bloßen Anfangsverdachts erfolgt. In welchem Umfang Beweise vorliegen müssen, richtet sich nach der Schwere des mit dem Verdacht verbundenen Vorwurfs.
Die Anforderungen an den Mindestbestand an Beweistatsachen besteht in vermindertem Umfang, wenn die Grundlage der Verdachtsberichterstattung aus einer privilegierten Quelle stammt. Hierzu zählen insbesondere öffentliche Stellen, beispielsweise Staatsanwaltschaften. Deren Mitteilungen dürfen von der Presse im Regelfall ohne nähere Überprüfung des Verdachts übernommen werden, da die Presse aufgrund der Grundrechtsbindung des Staates davon ausgehen darf, dass sie keine Persönlichkeitsrechtsverletzung begehen. Ein solches Vertrauen kann die Presse allerdings nicht für sich in Anspruch nehmen, wenn die Mitteilung offensichtlich Persönlichkeitsrechte verletzt.
Weiterhin muss der Berichterstatter den Betroffenen vor Veröffentlichung seiner Meldung mit dem Verdacht konfrontieren und eine Stellungnahme von diesem einholen. Hierdurch soll dieser Gelegenheit dazu erhalten, seinen Standpunkt zum Verdacht darzustellen. Der Inhalt der Stellungnahme muss in der Berichterstattung verwertet werden.
Schließlich muss der Berichterstatter den Verdacht in neutraler Weise darstellen. Hierfür muss er klarstellen, dass es sich bei der Darstellung um einen Verdacht handelt und sowohl be- als auch entlastende Umstände anführen. Unzulässig ist somit eine mediale Vorverurteilung des Betroffenen, etwa durch eine einseitige Darstellung des Verdachts. Bei laufenden Strafverfahren muss der Eindruck vermieden werden, dass der Betroffene Tat bereits überführt sei. Vielmehr muss der Berichterstatter die Unschuldsvermutung berücksichtigen.

### Zivilrechtliche Ansprüche bei unzulässiger Berichterstattung
Verletzt eine Berichterstattung Rechte einer Person, stehen dieser unterschiedliche zivilrechtliche Rechtsbehelfe zur Verfügung, um den Schutz ihrer verletzten Rechte gegenüber den für die Rechtsverletzung Verantwortlichen durchzusetzen.

#### Unterlassung
Gegen die Äußerung von Meinungen oder Tatsachen kann dem Betroffenen ein Unterlassungsanspruch zustehen. Dieser beruht auf dem in § 1004 BGB normierten Abwehranspruch des Eigentümers, der analog auf alle absoluten Rechte, darunter das Persönlichkeitsrecht, angewandt wird. Der Anspruch dient dazu, erstmalige oder wiederholte Persönlichkeitsrechtsverletzungen zu verhindern. Daher setzt er eine Persönlichkeitsrechtsverletzung voraus. Eine solche kann durch Tatsachenbehauptungen, Meinungsäußerungen oder rechtswidrige Abbildungen erfolgen. Sofern Gegenstand des Unterlassungsanspruchs eine mehrdeutige Tatsachenbehauptung ist, gilt nach der Rechtsprechung eine Ausnahme vom Grundsatz, dass im Zweifel von derjenigen Deutungsvariante auszugehen ist, die den Äußernden am wenigsten beeinträchtigt. Denn dem Äußernden ist es zuzumuten, dass er sich in Zukunft präziser ausdrückt.
Weiterhin muss deren erstmaliger Eintritt oder deren Wiederholung drohen. Ersteres ist für den Betroffenen oft nicht nachweisbar. Sofern er dennoch bereits vor Eintritt der Persönlichkeitsrechtsverletzung erfährt, kann er den Abwehranspruch im Wege der vorbeugenden Unterlassungsklage durchsetzen. Der Unterlassungsanspruch ist als höchstpersönlicher Anspruch nicht vererblich. Wird allerdings das Bildnis eines Verstorbenen nach dessen Tod unberechtigt verwendet, können die Erben des Abgebildeten allerdings hiergegen vorgehen, da die Befugnis zur Verwertung des Bildnisses als vermögenswerte Position mit dem Erbfall auf die Erben übergeht. Unabhängig hiervon bedarf die Verwendung einer Abbildung ferner gemäß § 22 Satz 3 KUG der Einwilligung der Angehörigen des Verstorbenen. Dieses Zustimmungserfordernis besteht für zehn Jahre nach dem Tod des Abgebildeten.

#### Gegendarstellung
Der Gegendarstellungsanspruch wurde entwickelt, um gegen Tatsachenbehauptungen in der Presse vorzugehen. Dieser Anspruch ist in den Pressegesetzen der Bundesländer geregelt. Er verpflichtet den Berichterstatter dazu, auf Wunsch des von der Berichterstattung Betroffenen eine Stellungnahme von diesem zur Tatsachenbehauptung in sein Medium aufzunehmen. Hierdurch soll der Betroffene die Chance erhalten, innerhalb des Mediums, das über einen Sachverhalt berichtet, seinen Standpunkt zu diesem darzulegen. Als Tatsachenbehauptung gelten auch solche Aussagen, die nicht explizit getroffen werden, sondern sich aus dem Gesamtkontext einer Berichterstattung ergeben. Der Anspruch besteht unabhängig davon, ob die Behauptung zulässig oder unzulässig ist. Dem presserechtlichen Gegendarstellungsanspruch vergleichbare Regelungen finden sich im Rundfunkstaatsvertrag und in den Landesmediengesetzen. Welches Landesrecht auf eine Publikation Anwendung findet, richtet sich nach dem Sitz des Verlegers oder der Sendeanstalt.
Der Anspruch auf Gegendarstellung ist ausgeschlossen, wenn der Betroffene kein berechtigtes Interesse an ihrer Veröffentlichung hat. An einem solchen Interesse fehlt es beispielsweise, wenn die Forderung der Gegendarstellung missbräuchlich erscheint. Ebenfalls kann ein Gegendarstellungsbegehren abgewiesen werden, wenn der als Gegendarstellung zu verwendende Text unangemessen ausfällt. Dies ist der Fall, wenn er länger als der angegriffene Text ausfällt. Ferner muss sich die Gegendarstellung ausschließlich auf die beanstandete Tatsachenbehauptung beziehen. Für den Anspruch ohne Belang ist hingegen, ob der Inhalt der Gegendarstellung inhaltlich richtig ist.
Nach der Rechtsprechung hat ein Gegendarstellungsbegehren nur Erfolg, wenn es in jeder Hinsicht alle Voraussetzungen an eine Gegendarstellung erfüllt. Andernfalls wird es abgewiesen. Sofern eine Gegendarstellung daher auch nur ein unzulässiges Element enthält, besteht auf ihre Veröffentlichung kein Anspruch.

#### Berichtigung
Weiter als der Gegendarstellungsanspruch reicht der Berichtigungsanspruch. Dieser richtet sich auf Richtigstellung oder Widerruf einer unwahren Tatsachenbehauptung durch den Berichterstatter. Ebenfalls kann er einen Anspruch auf Ergänzung einer unvollständigen Darstellung geben. Der Berichtigungsanspruch verpflichtet den Äußernden somit dazu, eine eigene Aussage zu treffen, greift also wesentlich stärker in dessen Freiheitsrechte ein.
Der Anspruch beruht auf dem in § 1004 BGB enthaltenen Abwehranspruch. Er erfordert eine unrichtige Tatsachenbehauptung. Eine solche kann sich auch aus einer Suggestivfrage oder einem als aus Lesersicht zwingend erweckten Eindruck ergeben. Die Beweislast für die Unwahrheit trägt im Ausgangspunkt der Anspruchssteller. Da ein solcher Beweis allerdings in der Regel schwer zu führen ist, gewährt die Rechtsprechung eine Beweiserleichterung, indem sie den Anspruchsgegner dazu verpflichtet, seine Behauptung substantiiert darzulegen. Gelingt ihm dies nicht, wird auf Grundlage von § 138 Absatz 3 der Zivilprozessordnung (ZPO) die Unwahrheit der Aussage angenommen. Ferner muss die Unwahrheit der Tatsachenbehauptung zu einer Persönlichkeitsrechtsbeeinträchtigung führen, die im Zeitpunkt der Anspruchsstellung andauert. Hieran fehlt es, wenn das öffentliche Interesse am Gegenstand der angegriffenen Behauptung erloschen ist.
Der Umfang der Berichtigung bemisst sich nach dem Aufwand, der notwendig ist, um die Beeinträchtigung zu beseitigen. Daher muss sie in einer Weise abgedruckt oder ausgestrahlt werden, die gewährleistet, dass sie gleiche Aufmerksamkeit wie die angegriffene Behauptung erfährt.

#### Schadensersatz
Der Anspruch auf Schadensersatz dient der Kompensation von Schäden, die der Betroffene durch die Persönlichkeitsrechtsverletzung erleidet. Daneben verfolgt er eine Präventionsfunktion, indem er von Persönlichkeitsrechtsverletzungen abschrecken soll. Seine Grundlage hat dieser Anspruch im Deliktsrecht, insbesondere in den Regelungen § 823, § 824 und § 826 BGB.
Diese Normen setzen voraus, dass der Anspruchsgegner in rechtswidriger und schuldhafter Weise eine Persönlichkeitsrechtsverletzung begeht. Rechtswidrig ist die Berichterstattung, wenn sie gesetzlichen Vorgaben zuwiderläuft, etwa indem sie ein Bildnis enthält, dessen Veröffentlichung gegen § 22 Satz 1 KUG verstößt. Schuldhaft ist die Rechtsverletzung, wenn dem Schädiger wenigstens Fahrlässigkeit vorzuwerfen ist. § 276 Absatz 2 BGB definiert Fahrlässigkeit als das Missachten der im Verkehr erforderlichen Sorgfalt. Konkretisiert wird dieser Maßstab durch die journalistische Sorgfaltspflicht, einer allgemeinen Pflicht des Presserechts, die unter anderem in den Landespressegesetzen normiert ist. Diese Pflicht fordert die Presse beispielsweise dazu auf, vor ihrer Berichterstattung umfassend zu recherchieren und den Betroffenen mit dem Sachverhalt zu konfrontieren.
Liegen diese Voraussetzungen vor, ist der Anspruchsgegner zum Ersatz aller Schäden verpflichtet, die aus seiner Rechtsverletzung resultieren. Nach § 249 Absatz 1 BGB muss er dies grundsätzlich in Form von Naturalrestitution durchführen. Da eine solche meist nicht möglich ist, schuldet der Schuldner nach § 251 Absatz 1 BGB Wertersatz. Bei Persönlichkeitsrechtsverletzungen lässt sich dieser allerdings nur selten beziffern, da eine Beeinträchtigung der Persönlichkeit allenfalls messbar ist, wenn der Geschädigte hierdurch unmittelbare Nachteile erleidet, etwa eine Rufschädigung, die den erfolgreichen Abschluss von Geschäften verhindert. Daher erlaubt die Rechtsprechung die Berechnung des Schadens im Wege der Lizenzanalogie. Nach dieser auch im Urheberrecht verwendeten Berechnungsmethode bemisst sich der ersatzfähige Schaden an den Kosten, die der Schädiger für eine rechtmäßige Berichterstattung hätte aufwenden müssen. Nutzt der Schädiger beispielsweise ohne Einwilligung des Betroffenen ein Bildnis von diesem, muss der Schädiger diesem den Preis erstatten, den er für eine ordnungsgemäße Verwendung des Bildnisses hätte entrichten müssen. Dieses Vorgehen beruht auf der Überlegung, dass Bestandteile des Persönlichkeitsrechts einen Marktwert haben. Eine solche Kommerzialisierung des Persönlichkeitsrechts besteht vor allem bei Abbildungen von Personen des öffentlichen Lebens. Sofern eine solche Kommerzialisierung hingegen nicht feststellbar ist, kommt lediglich ein Anspruch auf Entschädigung in Betracht.
Sofern die Persönlichkeitsrechtsverletzung zu einem bezifferbaren Gewinn des Schädigers führte, etwa einer deutlich gestiegenen Auflage, wird vermutet, dass dieser Gewinn dem Wert des beeinträchtigten Persönlichkeitsrechts entspricht. Daher kann der Geschädigte alternativ zu den anderen Berechnungsmethoden auch den Gewinn des Schädigers als Schadensersatz herausverlangen.

#### Entschädigung
Während über den Schadensersatzanspruch materielle Schäden kompensiert werden können, kann der Betroffene mit einem Entschädigungsanspruch einen billigen Ausgleich für eine immaterielle Rechtsverletzung verlangen. Eine immaterielle Beeinträchtigung ist gemäß § 253 Absatz 1 BGB allerdings nur ersatzfähig, wenn das Gesetz dies ausdrücklich anordnet. Für Beeinträchtigungen des allgemeinen Persönlichkeitsrechts fehlt es an einer solchen Anordnung. Die Rechtsprechung erkennt allerdings seit dem Herrenreiter-Fall von 1958 dennoch die Möglichkeit einer Geldentschädigung für Persönlichkeitsrechtsverletzungen an, da dies notwendig sei, um dieses Rechtsgut effektiv zu schützten. Daher dient als Grundlage dieses Anspruchs die verfassungsrechtliche Grundlage des allgemeinen Persönlichkeitsrechts, Art. 2 Absatz 1 und Art. 1 GG. Der Entschädigungsanspruch verfolgt zwei Ziele: Zum einen soll er dem in seinem Persönlichkeitsrecht Verletzten eine angemessene Kompensation für diese Beeinträchtigung geben. Zum anderen soll er von Persönlichkeitsrechtsverletzungen abschrecken.
Der Anspruch erfordert eine Persönlichkeitsrechtsverletzung, die im Einzelfall schwer wiegt. Maßgebliche Faktoren, die die Annahme einer schwerwiegenden Persönlichkeitsrechtsverletzung tragen, sind Bedeutung und Tragweite des Eingriffs, Anlass und Beweggrund des Handelnden sowie der Grad seines Verschuldens. Da es sich beim Entschädigungsanspruch um einen Auffanganspruch handelt, mit dem die Rechtsprechung Schutzlücken anderer Ansprüche schließen will, kann eine Entschädigung nur geltend gemacht werden, wenn dem Geschädigten keine andere Möglichkeit der Kompensation offensteht.
Die Höhe des Entschädigungsanspruchs bestimmt sich gemäß § 287 Absatz 1 ZPO nach billigem Ermessen. Damit die Präventionsfunktion des Anspruchs Wirkung entfaltet, bemisst sich dessen Höhe auch nach der wirtschaftlichen Stellung des Verletzers. Für diesen soll die Pflicht zur Entschädigung eine spürbare finanzielle Belastung darstellen.

#### Bereicherungsherausgabe
Ebenfalls kann der Betroffene im Wege der Eingriffskondiktion nach § 812 Absatz 1 Satz 1 Alternative 2 BGB vom Persönlichkeitsrechtsverletzer die Herausgabe der hierdurch erzielten Bereicherung verlangen. Sofern die Herausgabe der Bereicherung nicht möglich ist, schuldet der Anspruchsgegner nach § 818 Absatz 2 BGB Wertersatz. Dieser bemisst sich nach dem Betrag, den der Verletzer hätte aufbringen müssen, um das Persönlichkeitsrecht des anderen in rechtmäßiger Weise zu nutzen. Dieser Anspruch steht neben dem Anspruch auf Schadensersatz. Ihn zeichnet aus, dass er kein Verschulden des Anspruchsgegners voraussetzt.

#### Nachtrag
Schließlich kann einem Betroffenen ein Anspruch auf einen Nachtrag zustehen. Diesen Anspruch entwickelte die Rechtsprechung für Fälle zulässiger Verdachtsberichterstattung, in denen sich der Verdacht nachträglich als unwahr herausstellt. Um eine fortwirkende Rufbeeinträchtigung durch diesen Verdacht zu vermeiden, kann der Betroffene vom Berichterstatter verlangen, dass dieser in seinem Medium erklärt, dass sich der Verdacht als unzutreffend erwiesen hat.

## Strafrechtliche Bezüge des Medienrechts

### Kernstrafrecht

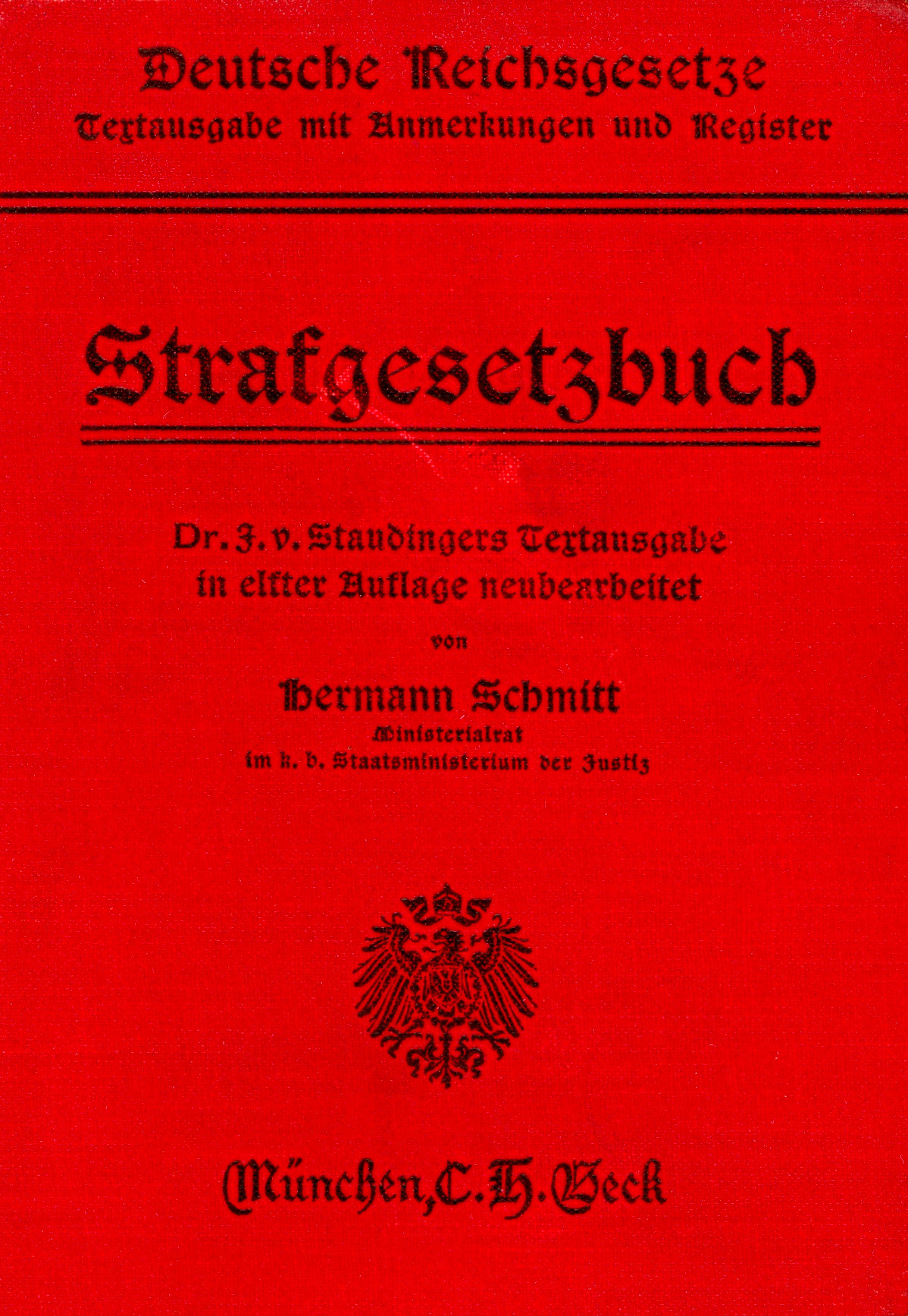
Strafgesetzbuch von 1914

Das StGB enthält kein eigenständiges Medienstrafrecht. Dort finden sich jedoch zahlreiche Delikte und Deliktsgruppen, deren Tatbestände einen engen Zusammenhang zur Tätigkeit von Medienvertretern aufweisen und diese dadurch einem besonderen Strafbarkeitsrisiko aussetzen.
Zu nennen sind insoweit zunächst die Ehrdelikte, zu denen vor allem die Beleidigung (§ 185 StGB), die üble Nachrede (§ 186 StGB) und die Verleumdung (§ 187 StGB) zählen. Bei diesen Vorschriften handelt es sich um allgemeine Gesetze, die die Kommunikationsgrundrechte aus Art. 5 GG in zulässiger Weise zum Schutz der persönlichen Ehre beschränken. Gegen diese Delikte verstößt insbesondere, wer unwahre Tatsachenbehauptungen verbreitet, die sich eignen, einen anderen verächtlich zu machen oder in der öffentlichen Meinung herabzuwürdigen. Dabei erfasst § 185 StGB Äußerungen gegenüber dem Opfer, während § 186 und § 187 StGB Äußerungen gegenüber Dritten zum Gegenstand haben. Ist der Tatbestand eines Ehrdelikts verwirklicht, kann dies nach § 193 StGB durch die Wahrnehmung berechtigter Interessen gerechtfertigt sein. Dieser Rechtfertigungsgrund wird in besonderem Maß durch den Einfluss der Kommunikationsgrundrechte geprägt. Ein für Medienvertreter besonders bedeutsames berechtigtes Interesse ist das Informationsinteresse der Öffentlichkeit. Ob eine Äußerung durch § 193 StGB gerechtfertigt ist, ergibt sich aus einer einzelfallbezogenen Abwägung zwischen dem Gewicht der durch den Täter verfolgten Interessen und den Interessen des durch die Äußerung Beeinträchtigten.
Einen Bezug zum Medienrecht weisen ebenfalls einige Delikte auf, die dem Schutz der öffentlichen Ordnung dienen. Hierzu zählt zunächst § 86 StGB, der es verbietet, Propagandamittel verfassungswidriger und terroristischer Organisationen zu verbreiten. Nicht strafbar macht sich indes, wer die Verbreitung aus Gründen der Forschung, der Kunst, der Lehre oder der Berichterstattung vornimmt; auch hierbei handelt es sich um eine Ausprägung der Kommunikationsgrundrechte. Ebenfalls relevant ist das Verbot des Verächtlichmachens des Staats, seiner Symbole, seiner verfassungsmäßigen Ordnung (§ 90a StGB) oder seiner Verfassungsorgane (§ 90, § 90b StGB). Vor allem bei der Berichterstattung über militärische Sachverhalte sind ferner § 94 ff. StGB zu beachten, die den Verrat von Staatsgeheimnissen verbieten.
Die Beschaffung und die Verbreitung von Informationen wird zudem durch die Tatbestände der §§ 201 ff. StGB begrenzt. Diese schützen den persönlichen Lebens- und Geheimbereich, zu dem etwa das Briefgeheimnis, die Vertraulichkeit des Worts sowie die Vertraulichkeit informationstechnischer Systeme zählen. Grundsätzlich unzulässig ist es etwa, das nichtöffentlich gesprochene Ort aufzuzeichnen und anderen mitzuteilen. Zulässig sind jedoch Mitteilungen, die der Wahrnehmung überragender öffentlicher Interessen dienen. Dieser spezielle Rechtfertigungsgrund wurzelt in den Kommunikationsgrundrechten und zwingt zu einer Abwägung zwischen dem Geheimnisschutz und dem öffentlichen Interesse an der Äußerung. Relevant ist weiter das Verbot des unbefugten Anfertigens von Bildaufnahmen von Personen, die sich in geschützten Räumlichkeiten aufhalten (§ 201a StGB).
Für die Gerichtsberichterstattung ist schließlich § 353d StGB von Bedeutung, der es verbietet, nichtöffentliche Informationen aus Gerichtsverhandlungen Dritten mitzuteilen.

### Nebenstrafrecht
Auch in einigen Spezialgesetzen finden sich Vorschriften, die für die Tätigkeit der Medien eine besondere Bedeutung besitzen. So verhält es sich zunächst bei § 33 KUG, den verwirklicht, wer eine Abbildung entgegen den § 22, § 23 KUG öffentlich zur Schau stellt oder verbreitet. Hierbei handelte es sich ursprünglich um eine wesentliche Regelung des Persönlichkeitsschutzes. Mittlerweile steht sie jedoch im Schatten des tatbestandlich weiteren § 201a StGB.
Für die wirtschaftsbezogene Berichterstattung ist ferner Art. 14 MMVO von großer Bedeutung, der das Ausnutzen und das Weitergeben von Insiderinformationen verbietet.
Strafnormen finden sich schließlich in den Pressegesetzen der Länder, die ausgewählte Verletzungen gegen die spezifischen Sorgfaltsanforderungen der Presse unter Strafe stellen. Adressat des Pressestrafrechts sind die Leitungsorgane von Presseeinrichtungen, insbesondere verantwortliche Redakteure und Verleger. Diese machen sich strafbar, wenn es ihnen in schuldhafter Weise misslingt, ihre Presseerzeugnisse von strafbaren Inhalten freizuhalten. Eine entsprechende Regelung findet sich etwa in § 21 PresseG NRW. Ebenfalls strafbar kann es sein, sich als Redakteur zu betätigen, ohne die gesetzlichen Anforderungen hierfür zu erfüllen, oder gegen die Impressumspflicht zu verstoßen.

### Prozessrecht
Das Strafprozessrecht enthält zahlreiche Sonderbestimmungen für die Medien, die den Kommunikationsgrundrechten, insbesondere der Pressefreiheit, Rechnung tragen sollen. So gestattet es § 53 Abs. 1 S. 1 Nr. 5 StPO Medienvertretern in Strafverfahren das Zeugnis zu verweigern. Hierbei handelt es sich um einen Ausfluss der Pressefreiheit, da die Presse zur effektiven Erfüllung ihrer Aufgaben darauf angewiesen ist, dass sie ihre Informationsgeber nicht offenlegen muss. Flankiert wird das Zeugnisverweigerungsrecht durch § 97 Abs. 5 S. 1 StPO. Hiernach dürfen keine Inhalte beschlagnahmt werden, die sich im Gewahrsam einer Person befinden, der nach § 53 Abs. 1 S. 1 Nr. 5 StPO ein Zeugnisverweigerungsrecht zusteht. Diese Vorschrift schließt es aus, dass Strafverfolgungsbehörden das Zeugnisverweigerungsrecht umgehen, indem sie sich die vom Zeugen begehrten Informationen durch Beschlagnahme entsprechender Unterlagen, beschaffen. Auch der Befugnis zur Durchsuchung von Räumlichkeiten setzt die Pressefreiheit Grenzen; zwar ist die Durchsuchung von Redaktionsräumen nicht pauschal verboten, allerdings überprüft die Rechtsprechung diese besonders kritisch am Maßstab der Verhältnismäßigkeit.